# Gioacchino Besozzi
Gioacchino Besozzi SOCist (* 23. Dezember 1679 in Mailand; † 18. Juni 1755 in Tivoli) war ein Zisterzienserabt und Kardinal.

## Leben
Besozzi stammte aus einer mailändischen Adelsfamilie und trat mit 16 Jahren in den lombardische Provinz des Zisterzienserordens ein. Er lehrte Theologie und alte Sprachen an den Hauslehranstalten in Mailand und Rom. 1720 wurde er Abt des Klosters in Venedig, 1724 der Abtei Santa Croce in Gerusalemme in Rom, deren Bibliothek er bedeutend ausbaute. Papst Benedikt XIV. erhob Abt Besozzi am 9. September 1743 zum Kardinalat und übertrug ihm als Kardinalpriester die Titelkirche San Pancrazio, wo er am 23. September des Jahres installiert wurde. Als Kardinal war Besozzi Mitglied mehrerer vatikanischer Kongregationen. 1745 tauschte er seine Titelkirche gegen Santa Croce in Gerusalemme. 1747 wurde er zum Großpönitentiar ernannt.
Er starb 1755 in Tivoli und wurde in seiner Titelkirche Santa Croce in Gerusalemme beigesetzt.